# LO-BITS
『LO-BITS』（ロービッツ）は、日本のロックバンド、POLYSICSのミニアルバム。2002年4月24日、キューンレコードよりリリース。

## 概要
バンド初のミニアルバム。カバー・リメイク曲2曲+オリジナル曲3曲の計5曲で構成されている。
本作はギターサウンドを抑えたポップな曲が多い。この流れは3ヶ月後にリリースされたアルバム『FOR YOUNG ELECTRIC POP』へと続いた。初回限定紙ジャケット仕様。

## 収録曲
1. ドモアリガトミスターロボット (4:41) (作詞・作曲：DENNIS DE YOUNG/Hiroyuki Hayashi)
Styxの『Mr. Roboto』のリメイク。TBS系『イケチキ!!』オープニングテーマ/フジテレビ系『発掘!あるある大事典II』テーマソングというダブルタイアップがついた。テレビ朝日系『お願い!ランキング』のオープニングテーマとしても使用されている。
2. BUGTTE RO BO- (3:41) (作詞：Hiroyuki Hayashi,Junichi Sugai 作曲：Hiroyuki Hayashi)
3. Head O'clock (3:10) (作詞・作曲：Hiroyuki Hayashi)
4. My Way (3:15) (作詞・作曲：Anka,Francois,Revaux,Thibault)
シド・ヴィシャスのカバー。スズキ「ワゴンRR」のCMソングとなった。
5. Code4 (4:10) (作詞・作曲：Hiroyuki Hayashi)